# National Rugby League
National Rugby League (NRL) – najważniejsze klubowe rozgrywki w rugby league w Australazji. W zawodach bierze udział 16 zespołów, z których jeden ma swoją siedzibę w Nowej Zelandii, pozostałe zaś w Australii. Rozgrywki, które organizuje Australian Rugby League Commission (ARLC) powszechnie uznawane są za najlepsze na świecie w swojej dyscyplinie, ciesząc się również największą widownią – zarówno na stadionach, jak i przed telewizorami.

## Wiadomości ogólne
NRL to rozgrywki rugby league o najwyższej klasie w Australii. Uczestniczą w niej niektóre zespoły z założonych w 1908 roku oryginalnych zawodów Sydney Club Rugby League. National Rugby League utworzono w wyniku kompromisu kończącego toczoną w latach 90. XX wieku „wojnę o Super League” – w 1997 roku równolegle odbyły się dwa sezony ligowe zorganizowane z jednej strony przez australijską federację (Australian Rugby League), z drugiej zaś przez należące do Ruperta Murdocha News Corporation (Super League). Współpracę pomiędzy związkiem a imperium medialnym zakończono w 2012 roku, kiedy to całość praw i obowiązków przejęło nowo powołane ARLC.
Spotkania NRL rozgrywane są w Australii i Nowej Zelandii od marca do października. Zwieńczeniem rozgrywek jest decydujący o końcowym zwycięstwie Wielki Finał (NRL Grand Final), tradycyjnie już jedno z najpopularniejszych australijskich wydarzeń sportowych i jedno ze spotkań o największej na świecie widowni na żywo. Przed rozpoczęciem sezonu rozgrywane jest World Club Challenge, spotkanie o nieoficjalne mistrzostwo świata, w którym udział bierze zwycięzca NRL oraz angielskiej Super League.
W lidze obowiązuje pułap płacowy (salary cap) – władze ligi ustalają zatem maksymalna kwotę, jaką kluby mogą przeznaczyć na wynagrodzenia zawodników. W 2016 roku wyznaczono limit w wysokości 6,1 mln dolarów (w 1998 roku było to 3,25 mln dolarów).

## Format rozgrywek
Sezon podzielony jest na dwie fazy – ligową i pucharową. W pierwszej z nich zespoły w ciągu 27 kolejek rozgrywają 24 mecze, trzykrotnie pauzując.
Osiem najlepszych drużyn bierze następnie udział w części play-off, w której gospodarzem meczu jest zawsze zespół wyżej sklasyfikowany po sezonie zasadniczym. Drużyny z pierwszej czwórki skojarzone w pary (1. z 4. oraz 2. z 3.) mierzą się w meczu, którego stawką jest bezpośredni awans do trzeciej rundy, tzw. wstępnej fazy finałowej (Preliminary Finals). Przegrani zaś trafiają do drugiej rundy, fazy półfinałowej (Semifinals), gdzie rywalizują ze zwycięzcami pojedynków (Elimination Finals), jakie toczą między sobą zespoły z drugiej czwórki (odpowiednio 5. z 8. i 6. z 7.). Zwycięzcy półfinałów trafiają do fazy trzeciej, jednak w sposób przemienny, by uniknąć przeciwnika ze swojej części drabinki turniejowej. Zwycięzcy trzeciej rundy spotykają się w wielkim finale (Grand Final) rozgrywanym na Stadium Australia w Sydney.
|      | Pierwsza runda      |  |                 | Półfinały     |  |  |  |               | Wstępne finały |  |  | Finał         |
|      |                     |  |                 |               |  |  |  |               |                |  |  |               |
|      | QF1:                |  |                 |               |  |  |  |               |                |  |  |               |
|      | 1. miejsce w tabeli |  |                 |               |  |  |  |               |                |  |  |               |
|      | 4. miejsce w tabeli |  |                 | SF1:          |  |  |  |               |                |  |  |               |
|      |                     |  | Przegrany z QF1 |               |  |  |  |               |                |  |  |               |
|      | EF1:                |  |                 | Zwycięzca EF1 |  |  |  |               | PF1:           |  |  |               |
|      | 5. miejsce w tabeli |  |                 |               |  |  |  | Zwycięzca QF1 |                |  |  |               |
|      | 8. miejsce w tabeli |  |                 |               |  |  |  |               | Zwycięzca SF2  |  |  | GF:           |
|      |                     |  |                 |               |  |  |  |               |                |  |  | Zwycięzca PF1 |
|      | EF2:                |  |                 |               |  |  |  |               | PF2:           |  |  | Zwycięzca PF2 |
|      | 6. miejsce w tabeli |  |                 |               |  |  |  | Zwycięzca SF1 |                |  |  |               |
|      | 7. miejsce w tabeli |  |                 | SF2:          |  |  |  |               | Zwycięzca QF2  |  |  |               |
|      |                     |  | Zwycięzca EF2   |               |  |  |  |               |                |  |  |               |
| QF2: |                     |  | Przegrany z QF2 |               |  |  |  |               |                |  |  |               |
|      | 2. miejsce w tabeli |  |                 |               |  |  |  |               |                |  |  |               |
|      | 3. miejsce w tabeli |  |                 |               |  |  |  |               |                |  |  |               |

## Zespoły
| Klub                          | Data założenia | Siedziba                                     | Stadion                                 | Tytuły (ostatni) |
| ----------------------------- | -------------- | -------------------------------------------- | --------------------------------------- | ---------------- |
| Brisbane Broncos              | 1988           | Brisbane, Queensland                         | Lang Park                               | 6 (2006)         |
| Canterbury-Bankstown Bulldogs | 1934           | Canterbury, Nowa Południowa Walia            | Belmore Sports Ground Stadium Australia | 8 (2004)         |
| Canberra Raiders              | 1981           | Canberra, Australijskie Terytorium Stołeczne | Canberra Stadium                        | 3 (1994)         |
| Cronulla-Sutherland Sharks    | 1967           | Cronulla, Nowa Południowa Walia              | Endeavour Field                         | 1 (2016)         |
| Gold Coast Titans             | 2007           | Gold Coast, Queensland                       | Robina Stadium                          | 0                |
| Manly Warringah Sea Eagles    | 1947           | Manly, Nowa Południowa Walia                 | Brookvale Oval                          | 8 (2011)         |
| Melbourne Storm               | 1997           | Melbourne, Victoria                          | Melbourne Rectangular Stadium           | 3 (2018)         |
| Newcastle Knights             | 1988           | Newcastle, Nowa Południowa Walia             | Newcastle International Sports Centre   | 2 (2001)         |
| New Zealand Warriors          | 1995           | Auckland, Nowa Zelandia                      | Mount Smart Stadium                     | 0                |
| North Queensland Cowboys      | 1995           | Townsville, Queensland                       | Willows Sports Complex                  | 1 (2015)         |
| Parramatta Eels               | 1947           | Parramatta, Nowa Południowa Walia            | Parramatta Stadium Stadium Australia    | 4 (1986)         |
| Penrith Panthers              | 1967           | Penrith, Nowa Południowa Walia               | Penrith Stadium                         | 2 (2003)         |
| South Sydney Rabbitohs        | 1908           | Sydney, Nowa Południowa Walia                | Sydney Football Stadium                 | 21 (2014)        |
| St. George Illawarra Dragons  | 1998           | Sydney, Nowa Południowa Walia                | Wollongong Showground Jubilee Oval      | 1 (2010)         |
| Sydney Roosters               | 1908           | Sydney, Nowa Południowa Walia                | Sydney Football Stadium                 | 14 (2018)        |
| Wests Tigers                  | 1999           | Sydney, Nowa Południowa Walia                | Campbelltown Stadium Leichhardt Oval    | 1 (2005)         |
| Dolphins                      | 2023           | Townsville, Queensland                       | Suncorp Stadium                         | 0                |

## Zwycięzcy
| Sezon | Wielkie Finały Grand Finals   | Wielkie Finały Grand Finals | Wielkie Finały Grand Finals   | Pomniejsze tytuły Minor Premiership    |
| Sezon | Zwycięzcy Premiers            | Wynik                       | Finaliści                     | Pomniejsze tytuły Minor Premiership    |
| ----- | ----------------------------- | --------------------------- | ----------------------------- | -------------------------------------- |
| 1998  | Brisbane Broncos              | 38:12                       | Canterbury-Bankstown Bulldogs | Brisbane Broncos (37 pkt)              |
| 1999  | Melbourne Storm               | 20:18                       | St. George Illawarra Dragons  | Cronulla-Sutherland Sharks (40 pkt)    |
| 2000  | Brisbane Broncos              | 14:6                        | Sydney Roosters               | Brisbane Broncos (38 pkt)              |
| 2001  | Newcastle Knights             | 30:24                       | Parramatta Eels               | Parramatta Eels (42 pkt)               |
| 2002  | Sydney Roosters               | 30:8                        | New Zealand Warriors          | New Zealand Warriors (38 pkt)          |
| 2003  | Penrith Panthers              | 18:6                        | Sydney Roosters               | Penrith Panthers (40 pkt)              |
| 2004  | Canterbury-Bankstown Bulldogs | 16:13                       | Sydney Roosters               | Sydney Roosters (42 pkt)               |
| 2005  | Wests Tigers                  | 30:16                       | North Queensland Cowboys      | Parramatta Eels (36 pkt)               |
| 2006  | Brisbane Broncos              | 15:8                        | Melbourne Storm               | Melbourne Storm (44 pkt)               |
| 2007  | Melbourne Storm               | 34:8                        | Manly Warringah Sea Eagles    | Melbourne Storm (44 pkt)               |
| 2008  | Manly Warringah Sea Eagles    | 40:0                        | Melbourne Storm               | Melbourne Storm (38 pkt)               |
| 2009  | Melbourne Storm               | 23:16                       | Parramatta Eels               | St. George Illawarra Dragons (38 pkt)  |
| 2010  | St. George Illawarra Dragons  | 32:8                        | Sydney Roosters               | St. George Illawarra Dragons (38 pkt)  |
| 2011  | Manly Warringah Sea Eagles    | 24:10                       | New Zealand Warriors          | Melbourne Storm (42 pkt)               |
| 2012  | Melbourne Storm               | 14:4                        | Canterbury-Bankstown Bulldogs | Canterbury-Bankstown Bulldogs (40 pkt) |
| 2013  | Sydney Roosters               | 26:18                       | Manly Warringah Sea Eagles    | Sydney Roosters (40 pkt)               |
| 2014  | South Sydney Rabbitohs        | 30:6                        | Canterbury-Bankstown Bulldogs | Sydney Roosters (36 pkt)               |
| 2015  | North Queensland Cowboys      | 17:16                       | Brisbane Broncos              | Sydney Roosters (40 pkt)               |
| 2016  | Cronulla-Sutherland Sharks    | 14:12                       | Melbourne Storm               | Melbourne Storm (42 pkt)               |
| 2017  | Melbourne Storm               | 34:6                        | North Queensland Cowboys      | Melbourne Storm (44 pkt)               |
| 2018  | Sydney Roosters               | 21:6                        | Melbourne Storm               | Sydney Roosters (34 pkt)               |
| 2019  | Sydney Roosters               | 14:8                        | Canberra Raiders              | Melbourne Storm (42 pkt)               |
| 2020  | Melbourne Storm               | 26:20                       | Penrith Panthers              | Penrith Panthers (37 pkt)              |
| 2021  | Penrith Panthers              | 14:12                       | South Sydney Rabbitohs        | Melbourne Storm (44 pkt)               |
| 2022  | Penrith Panthers              | 28:12                       | Parramatta Eels               | Penrith Panthers (42 pkt)              |
| 2023  | Penrith Panthers              | 26:24                       | Brisbane Broncos              | Penrith Panthers (42 pkt)              |
| 2024  | Penrith Panthers              | 14:6                        | Melbourne Storm               | Melbourne Storm (44 pkt)               |

|    | Klub                          | Tytuł                            | Finalista                        |
| -- | ----------------------------- | -------------------------------- | -------------------------------- |
| 1  | Penrith Panthers              | 5 (2003, 2021, 2022, 2023, 2024) | 1 (2020)                         |
| 2  | Melbourne Storm               | 4 (1999, 2012, 2017, 2020)       | 5 (2006, 2008, 2016, 2018, 2024) |
| 3  | Sydney Roosters               | 4 (2002, 2013, 2018, 2019)       | 4 (2000, 2003, 2004, 2010)       |
| 4  | Brisbane Broncos              | 3 (1998, 2000, 2006)             | 2 (2015, 2023)                   |
| 5  | Manly Warringah Sea Eagles    | 2 (2008, 2011)                   | 2 (2007, 2013)                   |
| 6  | Canterbury-Bankstown Bulldogs | 1 (2004)                         | 3 (1998, 2012, 2014)             |
| 7  | North Queensland Cowboys      | 1 (2015)                         | 2 (2005, 2018)                   |
| 8  | St. George Illawarra Dragons  | 1 (2010)                         | 1 (1999)                         |
| 9  | Cronulla-Sutherland Sharks    | 1 (2016)                         | 0                                |
| 10 | Newcastle Knights             | 1 (2001)                         | 0                                |
| 11 | Penrith Panthers              | 1 (2003)                         | 0                                |
| 12 | South Sydney Rabbitohs        | 1 (2014)                         | 1 (2021)                         |
| 13 | Wests Tigers                  | 1 (2005)                         | 0                                |
| 14 | Parramatta Eels               | 0                                | 3 (2001, 2009, 2022)             |
| 15 | New Zealand Warriors          | 0                                | 2 (2002, 2011)                   |
| 16 | Canberra Raiders              | 0                                | 1 (2019)                         |